# Pipe Aston
Pipe Aston – wieś i civil parish w Anglii, w hrabstwie Herefordshire. W 2001 roku civil parish liczyła 26 mieszkańców.